# 喀左紫砂

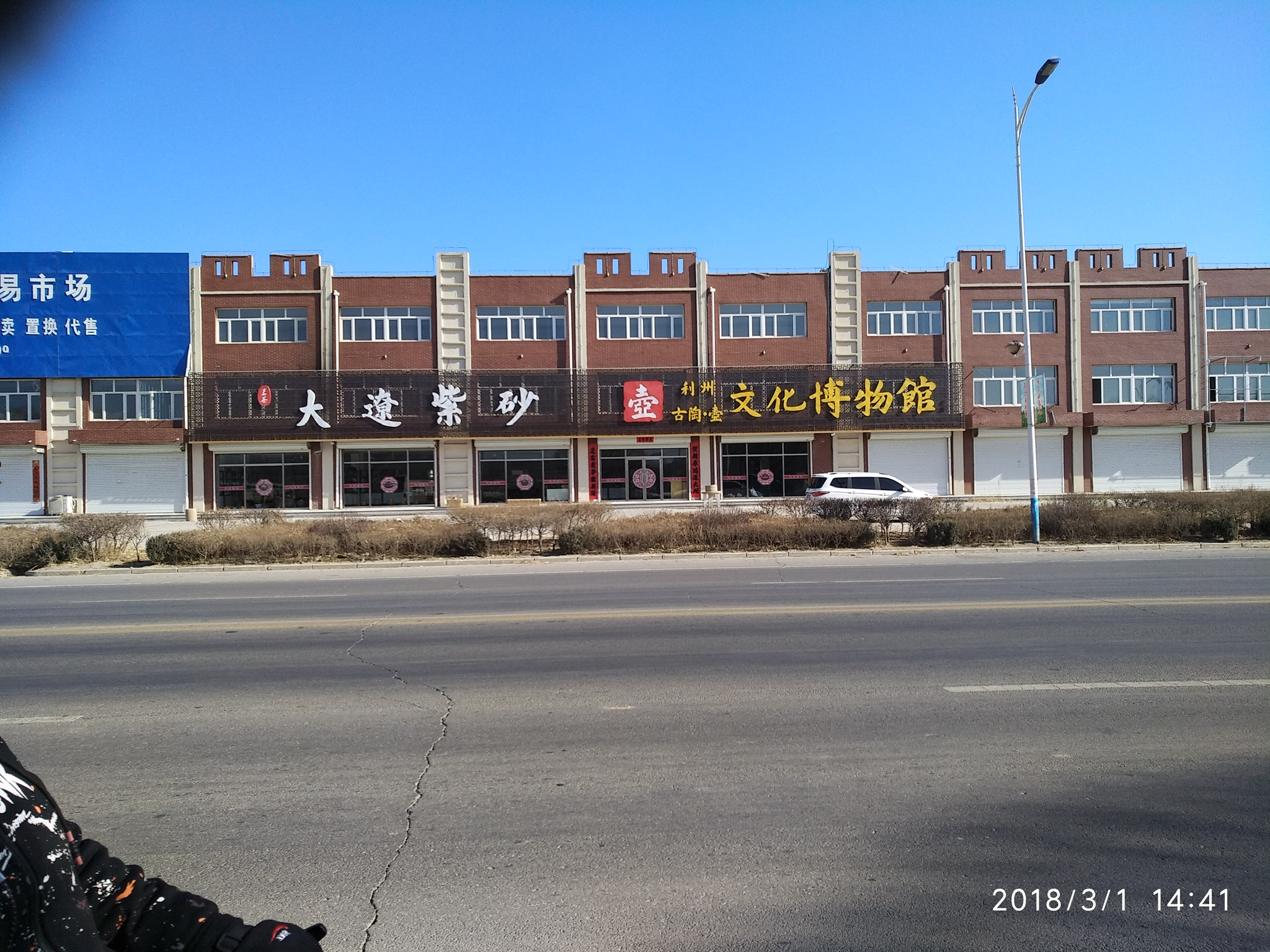
喀喇沁左翼蒙古族自治县

喀左紫砂是中華人民共和國遼寧省朝陽市喀喇沁左翼蒙古族自治县的紫砂土。喀左紫砂制品有花盆、茶具、酒具、文具和工艺美术旅游品五大类300余种